# سيزار لوبيز (عازف قيثارة)
سيزار لوبيز (بالإسبانية: César López)‏ هو عازف قيثارة مكسيكي، ولد في 19 مارس 1968.